# Лепетиха (Крым)
Лепетиха (укр. Лепетиха, крымскотат. Lepetiha, Лепетиха) — исчезнувшее село в Сакском районе Республики Крым (согласно административно-территориальному делению Украины — Автономной Республики Крым), располагавшееся на севере района, в степной части Крыма, примерно в 4 километрах юго-восточнее современного села Елизаветово.

## История
Впервые в доступных источниках деревня Агайской волости Евпаторийского уезда встречается «…Памятной книжке Таврической губернии на 1900 год», согласно которой в Лепатихе числилось 73 жителя в 7 дворах. Согласно энциклопедическому словарю «Немцы России» в деревне жили крымские немцы-лютеране на арендованной земле. По Статистическому справочнику Таврической губернии. Ч.II-я. Статистический очерк, выпуск пятый Евпаторийский уезд, 1915 год, в деревне Лепатиха Агайской волости Евпаторийского уезда числилось 7 дворов (3 двора с землёй, 4 — безземельные) с немецким населением в количестве 46 человек приписных жителей и 1 — «посторонний», из которых 23 мужчины и 24 женщины. Жители владели 1100 десятинами удобной земли. В хозяйствах имелось 65 лошадей, 12 волов, 11 коров и 400 голов мелкого скота (в 1918 году — 40).
После установления в Крыму Советской власти, по постановлению Крымревкома от 8 января 1921 года № 206 «Об изменении административных границ» была упразднена волостная система и село вошло в состав Евпаторийского района Евпаторийского уезда, а в 1922 году уезды получили название округов. 11 октября 1923 года, согласно постановлению ВЦИК, в административное деление Крымской АССР были внесены изменения, в результате которых округа были отменены и произошло укрупнение районов — территорию округа включили в Евпаторийский район. Согласно Списку населённых пунктов Крымской АССР по Всесоюзной переписи 17 декабря 1926 года, в селе Лепатиха, Отешского сельсовета Евпаторийского района, числилось 9 дворов, все крестьянские, население составляло 30 человек, из них 18 немцев, 5 русских и 7 записаны в графе «прочие» После создания 15 сентября 1931 года Фрайдорфского (переименованного в 1944 году в Новосёловский) еврейского национального (лишённого статуса национального постановлением Оргбюро ЦК КПСС от 20 февраля 1939 года) района село включили в его состав. Вскоре после начала Великой Отечественной войны, 18 августа 1941 года крымские немцы были выселены, сначала в Ставропольский край, а затем в Сибирь и северный Казахстан. 25 июля 1953 года Новоселовский район был упразднен и село включили в состав Евпаторийского.
С 25 июня 1946 года Лепетиха в составе Крымской области РСФСР, а 26 апреля 1954 года Крымская область была передана из состава РСФСР в состав УССР. Время включения в состав Наташинского сельсовета пока не установлено: на 15 июня 1960 года село уже числилось в его составе. Лепетиха ликвидирована к 1968 году согласно справочнику «Крымская область. Административно-территориальное деление на 1 января 1968 года» — в период с 1954 по 1968 годы, как село Добрушинского сельсовета).